# Tamzoura
Tamzoura (em árabe: تامزوغة) é um município localizado na província de Aïn Témouchent, no noroeste da Argélia. Em 2010, sua população era de 9 944 habitantes.